# 維利霍維波季克河
維利霍維波季克河（烏克蘭語：Вільховий Потік），是烏克蘭的河流，位於該國西部捷爾諾波爾州，屬於茲布魯奇河的右支流，發源自伊万内-普斯泰以北，流經博爾曉夫區，河道全長10公里，流域面積54平方公里。